# I Love Your Work
Pour plus de détails, voir Fiche technique et Distribution.
I Love Your Work est un film américain réalisé par Adam Goldberg, sorti en 2003.

## Fiche technique
- Titre : I Love Your Work
- Réalisation : Adam Goldberg
- Scénario : Adam Goldberg et Adrian Butchart
- Pays d'origine : États-Unis
- Genre : thriller
- Date de sortie : 2003[Où ?]

## Distribution
- Giovanni Ribisi : Gray Evans
- Franka Potente : Mia Lang
- Joshua Jackson : John
- Marisa Coughlan : Jane
- Christina Ricci : Shana
- Judy Greer : Samantha
- Shalom Harlow : Charlotte
- Jared Harris : Yehud
- Nicky Katt : Goateed Man
- Jason Lee : Larry Hortense
- Vince Vaughn : Stiev
- Elvis Costello : lui-même
- Dan Bucatinsky : le directeur
- Rick Hoffman : Louis
- Lake Bell : Felicia
- Kathleen Robertson : la journaliste
- Pat Healy : Connor
- Beth Riesgraf : le photographe
- Bob Sattler : le policier
- Patricia Belcher : Dr Fein
- Randall Batinkoff
- Haylie Duff